# 第一電業
第一電業（英語：Alpha Appliances Limited，全稱：第一電業有限公司）是香港的代理商，成立於1974年。
第一電業從事推廣及經銷家庭電器品牌的業務，如富士電機、珍寶、家麗、新朗等。

## 歷史
- 1974年，成立公司。
- 1976年，富士通將軍與其合作。
- 1997年，香港交易所正式上市。
- 2004年，湛滙發展將其私有。
- 2005年，香港交易所撤銷上市。

## 外部連結
- （英文）第一電業全球 （页面存档备份，存于）
- （繁體中文）第一電業香港 （页面存档备份，存于）